# Waltari al longobarzilor
Waltari (sau Walthari), (n. secolul al VI-lea d.Hr. – d. 546 d.Hr.) a fost rege al longobarzilor între 539 și 546.
Waltari a fost fiul regelui Wacho cu a treia soție a sa, Silinga. El a preluat domnia pe când era încă un copil, regatul fiind administrat de către Audoin. Se pare că acesta din urmă l-ar fi ucis pe Waltari înainte ca acesta să atingă vârsta majoratului, preluând tronul longobarzilor și conducându-i apoi în Pannonia. Pe de altă parte, istoricul bizantin Procopius din Cezareea susține că Waltari ar fi murit din cauza unei boli. În orice caz, indiferent de cum s-au petrecut lucrurile, el a fost ultimul rege longobard din dinastia Lethingilor.